# Amanda Baggs
Amanda Melissa Baggs,, dite Mel Baggs ou Amelia E. Voicy Baggs, née le 15 août 1980 à Mountain View en Californie et morte le 11 avril 2020 à Burlington dans le Vermont, est une blogueuse américaine qui écrit principalement sur le sujet du handicap. 
Elle est non-verbale et a été diagnostiquée comme ayant un autisme lourd,,,,.

## Biographie
Native de Mountain View en Californie, Amanda Baggs s'est rendue à un Centre pour les Jeunes talents l'été et, au milieu des années 1990, était étudiante à Simon's Rock Collège à Great Barrington dans le Massachusetts. Plusieurs de ses camarades de classe ont affirmé qu'elle « parlait, assistait à des cours, et agissait d'une manière tout à fait typique ». Amanda Baggs ne semble pas contester ces détails en ligne en affirmant avoir perdu le langage articulé à 20 ans.
En plus de l'autisme, Amanda Baggs a également été diagnostiquée avec d'autres handicaps dont l'épilepsie et la gastroparésie. Elle a déménagé de la Californie vers le Vermont, afin de se rapprocher d'un ami en 2005,.

### Travail
En janvier 2007, Amanda Baggs a posté une vidéo sur YouTube, intitulée In My Language (« Dans ma langue ») et décrivant son expérience de vie comme personne autiste, qui est devenu le sujet de plusieurs articles sur CNN,,. Elle a également été invitée à bloguer par Anderson Cooper et répondait aux questions du public par e-mail. Sanjay Gupta a dit : 
« She told me that because she doesn't communicate with conventional spoken word, she is written off, discarded and thought of as mentally retarded. Nothing could be further from the truth. As I sat with her in her apartment, I couldn't help but wonder how many more people like Amanda are out there, hidden, but reachable, if we just tried harder. »
« Elle m'a dit que parce qu'elle ne communique pas à l'oral, elle est mise de côté, rejetée et considérée comme une handicapée mentale. Rien n'est plus éloigné de la vérité. Alors que j'étais assis avec elle dans son appartement, je ne pouvais pas m'empêcher de me demander combien de personnes comme Amanda sont là, cachées, mais accessibles, si nous faisions juste quelques efforts. »
Mark Leckey a admis qu'il est, en un sens, envieux de la relation d'Amanda Baggs avec des objets inanimés. Il a intégré au début de sa vidéo Prop4aShw un extrait de la chanson d'Amanda Baggs.